# أب2ديت
أب2ديت (بالإنجليزية: up2date)‏ ويعرف أيضًا بعميل تحديث ريد هات (بالإنجليزية: Red Hat Update Agent)‏ هو أداه تستعمل في ريد هات إنتربرايس لينكس وسينت أو إس والنسخ المبكرة من فيدورا كور تقوم بتحميل وتثبيت البرمجيات الجديدة وتحديث نظام التشغيل. يعمل كواجهة لمدير حزم آر بي إم ويضيف خصائص متقدمة أخرى.